# Кропотов, Гавриил Алексеевич
Гавриил Алексеевич Кропотов (1749—1808) — генерал-майор, тайный советник, сенатор.

## Биография
Родился в 1749 году и происходил из старинного дворянского рода Кропотовых.
В военную службу записан в 1760 году и в 1775 году поступил в гвардию с первым офицерским чином.
Далее Кропотов служил по армейской пехоте и в 1786 году был произведён в подполковники Тобольского пехотного полка. В 1788—1790 годах принимал участие в войне против Швеции и 27 июня 1790 года был награждён орденом св. Георгия 4-й степени (№ 382 по кавалерскому списку Судравского и № 735 по списку Григоровича — Степанова)
За отличное мужество, оказанное 28 июня при д. Тогокотти, отразив и прогнав неприятеля, пришедшего от Мендухари, разбив его на голову и взяв в плен офицеров и не малое число нижних чинов.
В 1796 году Кропотов получил чин полковника Екатеринбургского мушкетёрского полка, а 2 декабря следующего года был произведён в генерал-майоры с назначением шефом Нашебургского мушкетёрского полка.
5 ноября 1799 года переименован в тайные советники и на следующий день ему было повелено присутствовать в Правительствующем Сенате. Присутствовал в Межевом департаменте Сената.
Скончался 6 апреля 1808 года.